# Casa Roth
În acest exemplu al anului 1912, arhitectul orădean Mende Valer, reușește o excelentă soluție de continuitate pentru recentul imobil alăturat (Palatul Moskovits II). Un parter înalt cu trei etaje, precum și simetria celor trei travei terminate într-un mod foarte accentuat, sunt metodele prin care caracterul monumental al Pieței Unirii este continuat spre strada Vasile Alecsandri.
Chiar dacă prin cromatica volumul clădirii pare mult mai greoi, ritmicitatea acesteia induce o percepție mult mai apropiată de scara umană.